# HMS Nabob (D77)
HMS Nabob (D77) nguyên là tàu sân bay hộ tống USS Edisto (CVE-41) (ký hiệu lườn ban đầu AVG-41 và sau đó là ACV-41) của Hải quân Hoa Kỳ thuộc lớp Bogue, được chuyển cho Hải quân Hoàng gia Anh Quốc và đã hoạt động trong Chiến tranh Thế giới thứ hai.
Edisto được đặt lườn vào ngày 20 tháng 10 năm 1942 tại xưởng đóng tàu của hãng Seattle-Tacoma Shipbuilding; nó được hạ thủy vào ngày 22 tháng 3 năm 1943, được chuyển cho Anh Quốc vào ngày 7 tháng 9 năm 1943 theo chương trình Cho thuê-cho mượn, và được đổi tên thành HMS Nabob (D77), và đã hoạt động trong chiến tranh như một chiếc thuộc lớp Ameer. Nó phục vụ như là tàu sân bay chống tàu ngầm với một thủy thủ đoàn gồm nhân sự được cung ứng bởi Hải quân Hoàng gia Canada. Các đội bay phối thuộc bao gồm các phi đội 852 và 856 của Không lực Hải quân Hoàng gia.
Vào ngày 22 tháng 8 năm 1944, đang khi quay trở về sau một đợt tấn công nhắm vào chiếc thiết giáp hạm Đức Tirpitz, Nabob trúng phải ngư lôi phóng từ tàu ngầm U-354 trong biển Barents và chịu đựng hư hại nặng. Năm ngày sau, nó về đến Scapa Flow bằng chính động lực của nó, nhưng đã có 21 người thiệt mạng.
Nabob được cho là không đáng để sửa chữa, nên bị bỏ mặc và được cho ngừng hoạt động vào ngày 30 tháng 9 năm 1944. Sau khi chiến tranh kết thúc, nó được hoàn trả cho Hoa Kỳ, rồi được bán để sửa chữa cho hoạt động hàng hải thương mại tư nhân vào ngày 26 tháng 10 năm 1946 dưới cùng tên gọi Nabob, sau đó đổi tên thành Glory. Nó được tháo dỡ tại Đài Loan vào năm 1977.